# Tempietto Barbaro
Il tempietto Barbaro è un piccolo edificio religioso della seconda metà del XVI secolo situato a Maser, in provincia di Treviso, ai piedi della pendenza su cui sta l'omonima preesistente villa. Rappresenta assieme al Teatro Olimpico l'ultima opera di Andrea Palladio, architetto che la tradizione vuole morto proprio a Maser.
Il complesso di Villa Barbaro, di cui fa parte anche il tempietto, è stato inserito dall'UNESCO nel 1996 - assieme alle altre ville palladiane del Veneto - nella lista dei patrimoni dell'umanità.

## Storia
Il tempietto di Maser è un'architettura religiosa costruita per glorificare la famiglia Barbaro; Palladio, incaricato da Marcantonio, con il suo progetto ha soddisfatto il desiderio di realizzare un edificio religioso partendo dagli esempi dell'architettura imperiale antica.
 

Nata per assolvere la doppia funzione di cappella gentilizia e chiesa parrocchiale per il borgo di Maser, di questa opera palladiana non si conosce con certezza la data di inizio dei lavori di costruzione. Ciononostante, alcune notizie principali riguardanti il tempietto si possono ricavare dalle incisioni presenti sui fianchi dell’edificio stesso. Sul lato destro del fregio, infatti, viene indicata la data 1580, mentre su quello sinistro il nome dell’architetto Andrea Palladio e quello del committente Marcantonio Barbaro. Progettato quindi nel 1580 il tempietto probabilmente non venne mai visto nella sua compiutezza dall’architetto in quanto i lavori di ornamento proseguirono anche dopo la sua morte.

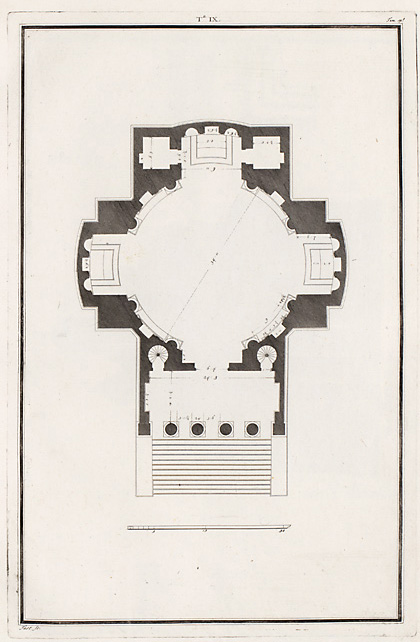
Pianta, rilievo di Ottavio Bertotti Scamozzi, 1783

La famiglia Barbaro voleva che la nuova chiesa fosse dedicata a San Paolo in modo tale da assumere anche un ruolo centrale per la comunità e spostare la già esistente sede parrocchiale. A testimonianza di ciò, nel rilievo del frontone sovrastante il pronao vi è la rappresentazione del martirio del santo. Tuttavia questa aspirazione non venne mai approvata dalle autorità diocesane di Treviso, neanche nei secoli successivi quando la villa passò in mano ad altre famiglie trevigiane, il tempietto quindi mantenne un ruolo di oratorio per la comunità. 

## Descrizione
Il tempietto viene da sempre chiamato “il bel tempio rotondo” poiché non ha la tradizionale pianta longitudinale tipica delle chiese parrocchiali del Cinquecento, bensì esso è stato progettato da Palladio a partire dalla forma circolare del Pantheon, a cui si sovrappone lo schema della pianta a croce greca. Tra i modelli di riferimento vi sono anche la ricostruzione offerta dallo stesso Palladio del Mausoleo di Massenzio al III miglio della via Appia Antica. Al tempo stesso è possibile che sul tempietto convergano le riflessioni palladiane per la soluzione a pianta centrale del progetto per la Chiesa del Redentore a Venezia, poi abbandonata a favore della variante longitudinale, ma che proprio Marcantonio Barbaro aveva sostenuto in prima persona.

### Esterni
Il tempio di Maser si distingue dagli antichi peripteri e dal tempietto del Bramante poiché non è un monumento isolato che necessita di un'elaborazione particolare in ogni lato; infatti una sola è la facciata principale, mentre gli altri lati fungono da semplice involucro murario dello spazio interno.
Probabilmente proprio l'ubicazione in fronte a una strada pubblica principale può essere stato il movente che ha portato Palladio ad accentuare la facciata, rendendola l'unico prospetto articolato dell'edificio col suo portico frontonato e i due campaniletti posti tra il corpo centrale e il pronao.
L'aspetto esterno è dominato da un pronao con quattro colonne libere molto slanciate e agli estremi da due pilastri. Questi elementi sono collegati tra loro tramite dei festoni vegetali che arricchiscono la decorazione e insieme sostengono la trabeazione e il frontone con un timpano decorato a stucco. Il pronao è completato dai due archi laterali che lo uniscono all'edificio e l'accesso a questo ambiente avviene tramite una scalinata affiancata da due statue.
La parte sommitale del tempietto è coronata dalla cupola estradossata a gradoni che, ispirata a quella del Pantheon, si differenzia da quest'ultimo poiché termina con una lanterna che corona l'edificio.
Le pareti in laterizio presentano un rivestimento realizzato a intonaco con un disegno di bugnato liscio. Ai lati della monumentale porta d'ingresso vi sono due affreschi con cornici a stucco, raffiguranti San Paolo e la Fama con un membro della famiglia Barbaro.
Vediamo che il Palladio poté rifarsi al sistema strutturale e alle forme del modello antico unendole a quelle moderne e questa concezione poté trovare la sua espressione più naturale nel tempietto di Maser, dove l’architetto non venne condizionato da problemi di posizione, struttura o dimensioni.

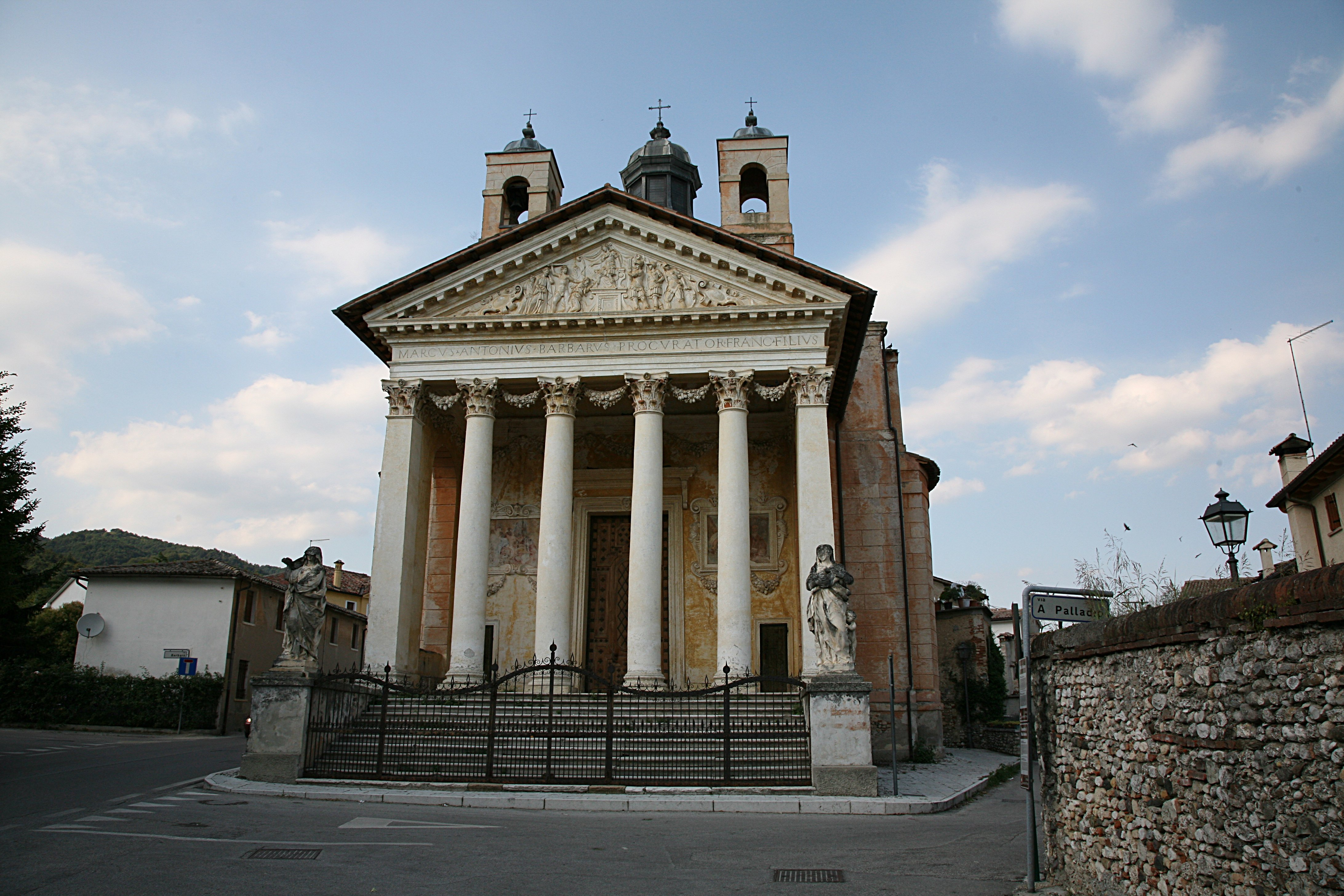
Facciata
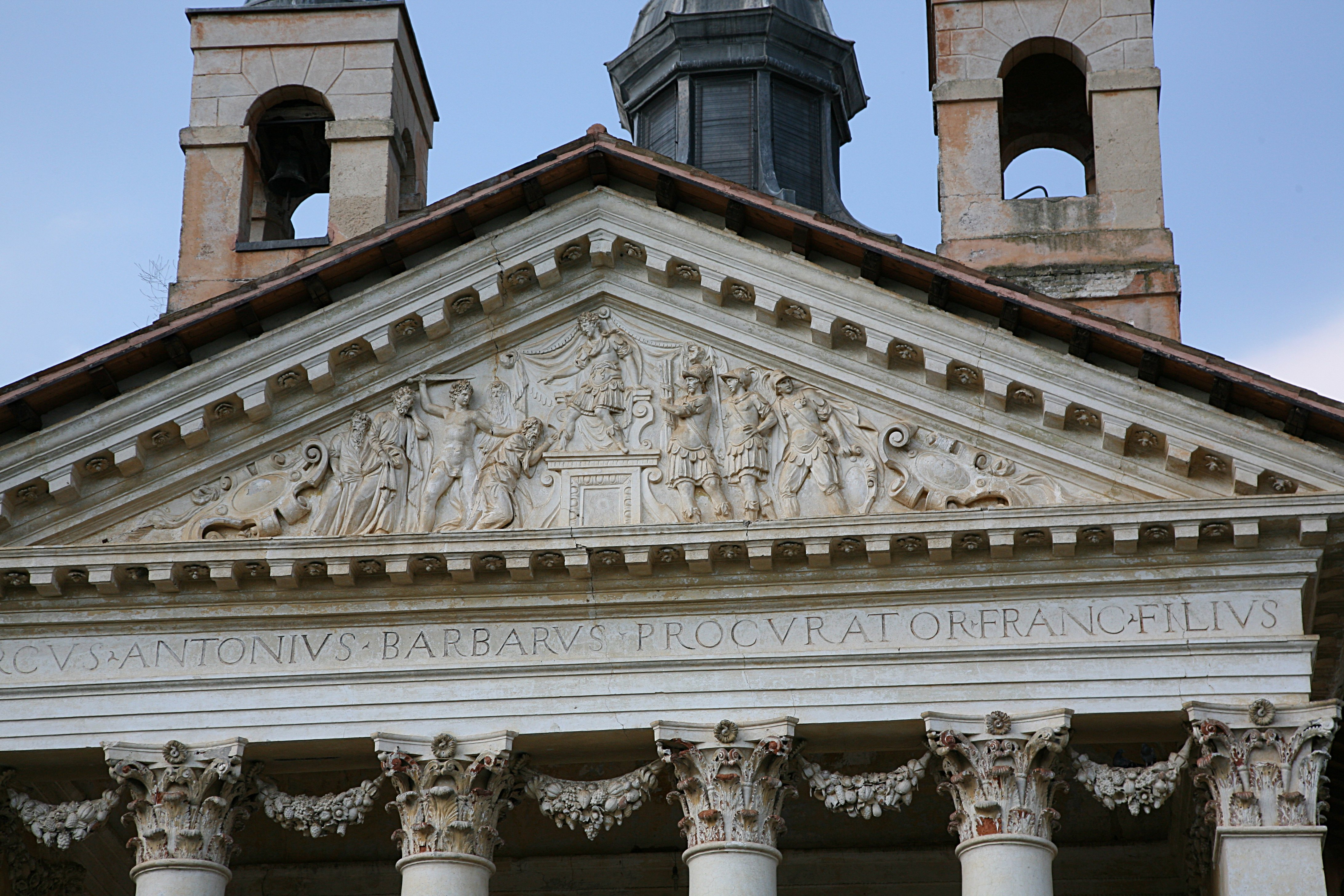
Frontone

### Interni
L'interno si presenta di un uniforme colore bianco, diffuso sulle pareti, sugli altari e sulle decorazioni. La nicchia rettangolare che contiene l'altare maggiore è in posizione opposta rispetto al pronao e al portale d’ingresso. I due altari minori, invece, occupano le nicchie laterali anch'esse trasversali rispetto al diametro. Le tre nicchie creano altrettante sporgenze rispetto al corpo cilindrico centrale e da queste ne risulta quindi la forma di una croce greca. Quest'ultime, coperte da volte a botte, si aprono verso lo spazio circolare interno con alti archi a tutto sesto e sono affiancate da otto grandi semicolonne.  La cupola è retta alla base dalle semicolonne e all'esterno contraffortata da quattro massicci pilastri. Il pavimento è decorato da ciottoli di fiume, disposti in motivi geometrici, con alternanza di colori bianchi e neri. Al centro del pavimento, proprio sotto l'oculo centrale della cupola, vi è la lapide della tomba di famiglia.
Dietro l’altare maggiore sono presenti tre nicchie: quella centrale ospita la statua in marmo del Redentore, mentre ai lati si trovano le sculture in stucco di San Paolo e Sant'Andrea, ovvero i santi ai quali era dedicata la vecchia parrocchia di Maser. Dietro l’altare a sud la Madonna in marmo è affiancata dalle statue in stucco di San Marco e Sant'Antonio Abate; mentre dietro quello a nord troviamo in marmo San Giovanni Battista tra le statue in stucco di San Francesco da Paola e Sant'Elena. Le sei figure in stucco fanno parte della decorazione originaria e rappresentano i santi protettori della famiglia di Marcantonio Barbaro.

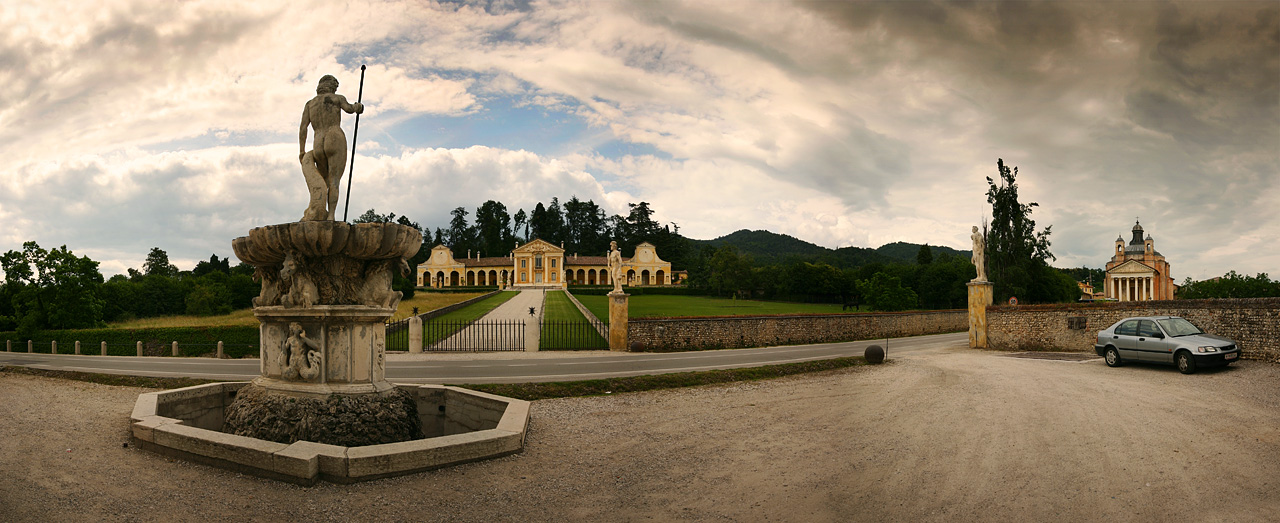
Panoramica con la villa e il tempietto

Molti studiosi stentano a riferire a Palladio la ricca decorazione a stucco dell'interno, che tuttavia è molto simile a quella presente all'interno e all'esterno dei palazzi palladiani degli anni 1570.
Palladio riprende dal Pantheon non soltanto il tema della figura circolare che echeggia nelle pareti terminali delle cappelle, nelle semicolonne convesse e nelle nicchie poco profonde, ma anche il rapporto di proporzionalità 1:1 tra altezza e larghezza dello spazio interno.
La chiesetta comunque non vuole essere una replica fedele del Pantheon in scala minore, ma la sua lettura deve essere affrontata valutando gli aspetti moderni alla pari di quelli antichi ed è questo che dà all’edificio originalità e funzionalità.